# Капюшоновый трёхпалый тинаму
Капюшоновый трёхпалый тинаму, или черношапочный нотоцеркус (лат. Nothocercus nigrocapillus) — вид наземных птиц семейства тинаму, обитающий в лесах Боливии и Перу.

## Таксономия
Все тинаму из одноимённого семейства, а также большой схемы бескилевых. В отличие от других бескилевых тинаму могут летать, но, в целом, плохо. Бескилевые произошли от доисторических птиц, а тинаму являются ближайшими живыми родственниками.
Выделяют два подвида:
- N. n. cadwaladeri встречается в Андах и на северо-западе Перу.
- N. n. nigrocapillus встречается в Андах, центральной части Перу и Боливии.

## Среда обитания и ареал
Черношапочный нотоцеркус обитает в горных влажных лесах на высоте до 1 550—3 000 м над уровнем моря. Этот вид родом из Анд, Боливии и Перу.

## Описание
Черношапочный нотоцеркус имеет светло-коричневую спину с узкими веснушками чёрного цвета. Нижняя часть туловища бледная, с тусклыми полосками, бледными пятнами на брюхе и составляет в среднем 33 см в длину.

## Поведение
Как и другие тинаму, черношапочный нотоцеркус питается земляными или плодами с низменных кустарников. Они также питаются беспозвоночными, бутонами, нежными листьями, семенами и корнями. Самец высиживает яйца, которые могут быть от 4 разных самок, а затем заботится о птенцах, как правило, 2—3 недели до тех пор, пока они не встанут на ноги. Гнездо находится на земле в густой траве или между приподнятых над землёй корнгей деревьев.

## Статус
Вид имеет, по предварительным оценкам, ареал в 35 000 км².